# Có Yêu Khí
Có Yêu Khí (tiếng Trung: 有妖气 (Hữu yêu khí)) là một trang web phát hành truyện tranh trực tuyến của Trung Quốc, trực thuộc Công ty trách nhiệm hữu hạn kỹ thuật internet Bầu trời tháng tư Bắc Kinh.

## Lịch sử
Trang web "Có yêu khí" được thành lập năm 2006 với tư cách là diễn dàn giao lưu truyện tranh, phim hoạt hình sau thập niên 1980; lúc đó, nhà sáng lập trang web là Chu Tĩnh Kỳ đã đăng những truyện tranh trong, ngoài Trung Quốc mà bản thân lưu trữ lên trang web này. Tháng 6 năm 2009, sau khi được Long trọng Internet đầu tư, trang web đã thương nghiệp hóa, chuyển đổi trở thành trang web phát hành truyện tranh gốc. Trang web bắt đầu kiểm thử vào ngày 15 tháng 9 năm 2009, đến ngày 15 tháng 10 năm 2009 thì chính thức trực tuyến.
Ngày 11 tháng 8 năm 2015, Alpha Animation tuyên bố mua 100% cổ phần công ty TNHH Bầu trời tháng tư Bắc Kinh, công ty chủ quản Có yêu khí, với giá 904 triệu nhân dân tệ.